# Diane Bell
Diane Bell (Corbridge, 11 de octubre de 1963) es una deportista británica que compitió en judo. Ganó cinco medallas en el Campeonato Mundial de Judo entre los años 1982 y 1993, y once medallas en el Campeonato Europeo de Judo entre los años 1984 y 1996.

## Palmarés internacional
| Campeonato Mundial | Campeonato Mundial        | Campeonato Mundial | Campeonato Mundial |
| Año                | Lugar                     | Medalla            | Categoría          |
| ------------------ | ------------------------- | ------------------ | ------------------ |
| 1982               | París (Francia)           | Medalla de bronce  | –56 kg             |
| 1986               | Maastricht (Países Bajos) | Medalla de oro     | –61 kg             |
| 1987               | Essen (RFA)               | Medalla de oro     | –61 kg             |
| 1991               | Barcelona (España)        | Medalla de plata   | –61 kg             |
| 1993               | Hamilton (Canadá)         | Medalla de bronce  | –61 kg             |
| Campeonato Europeo |                           |                    |                    |
| Año                | Lugar                     | Medalla            | Categoría          |
| 1984               | Pirmasens (RFA)           | Medalla de oro     | –56 kg             |
| 1985               | Landskrona (Suecia)       | Medalla de bronce  | –56 kg             |
| 1986               | Londres (Reino Unido)     | Medalla de oro     | –61 kg             |
| 1987               | París (Francia)           | Medalla de bronce  | –61 kg             |
| 1988               | Pamplona (España)         | Medalla de oro     | –61 kg             |
| 1989               | Helsinki (Finlandia)      | Medalla de bronce  | –61 kg             |
| 1990               | Fráncfort (RFA)           | Medalla de plata   | –61 kg             |
| 1993               | Atenas (Grecia)           | Medalla de bronce  | –61 kg             |
| 1994               | Gdańsk (Polonia)          | Medalla de plata   | –61 kg             |
| 1995               | Birmingham (Reino Unido)  | Medalla de plata   | –61 kg             |
| 1996               | La Haya (Países Bajos)    | Medalla de bronce  | –61 kg             |